# Aral (przedsiębiorstwo)

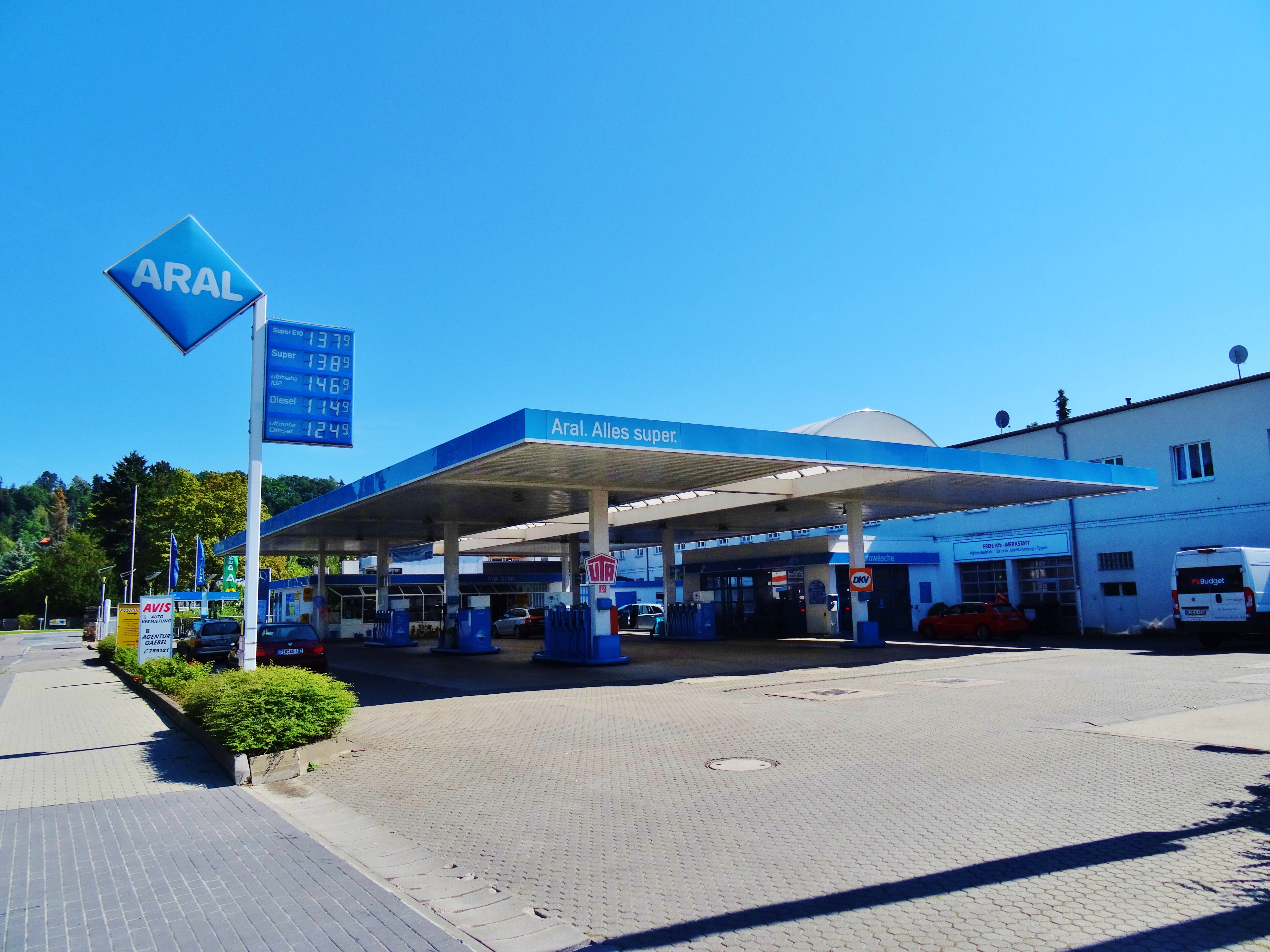
Stacja paliw Aral w Pirnie

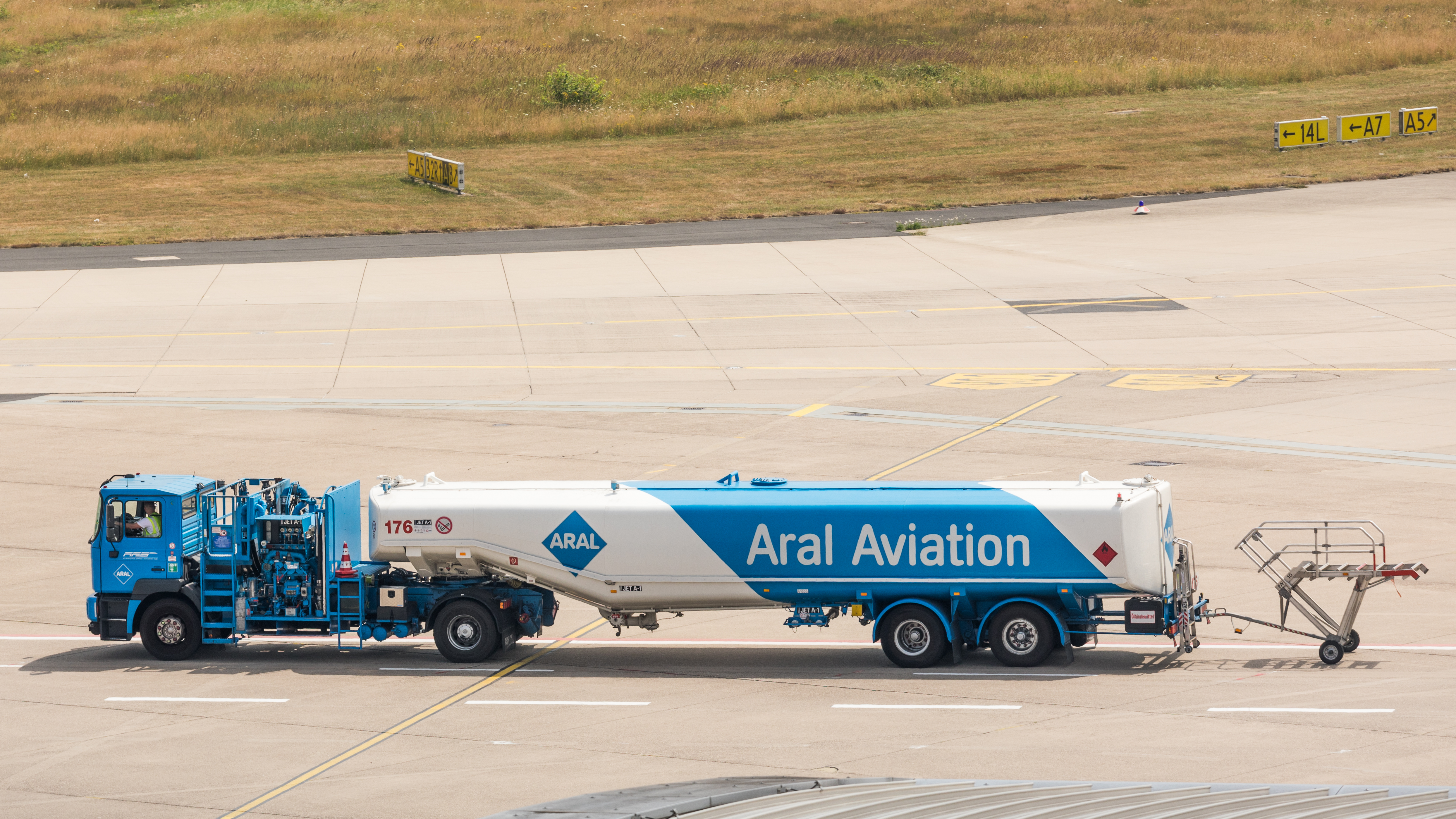
Cysterna Aral Aviation na płycie Portu lotniczego Kolonia/Bonn

Aral AG – niemieckie przedsiębiorstwo chemiczne zajmujące się produkowaniem i dystrybucją paliw na stacjach paliw.
Stacje paliw Aral znajdują się na terenie Niemiec i Luksemburga.

## Historia
28 listopada 1898 roku zostało założone niemieckie przedsiębiorstwo przetwórstwa węgla Westdeutsche Benzol-Verkaufsvereinigung. W 1924 roku chemik Walter Ostwald opracował nowe paliwo stworzone z mieszanki benzyny i benzenu. Mieszanka została nazwana Aral. W dniu 1 kwietnia 1951 roku nazwa przedsiębiorstwa została zmieniona na Aral AG. W 2002 roku przedsiębiorstwo zostało przejęte przez brytyjski koncern BP.